# 福島運転免許センター
福島運転免許センター（ふくしまうんてんめんきょセンター）は、福島県警察が管理する運転免許試験場。
通称は、この試験場の住所と最寄駅である庭坂駅にちなんで「庭坂」である。1997年に郡山運転免許センターが開設されるまでは福島県唯一の運転免許試験場であった。

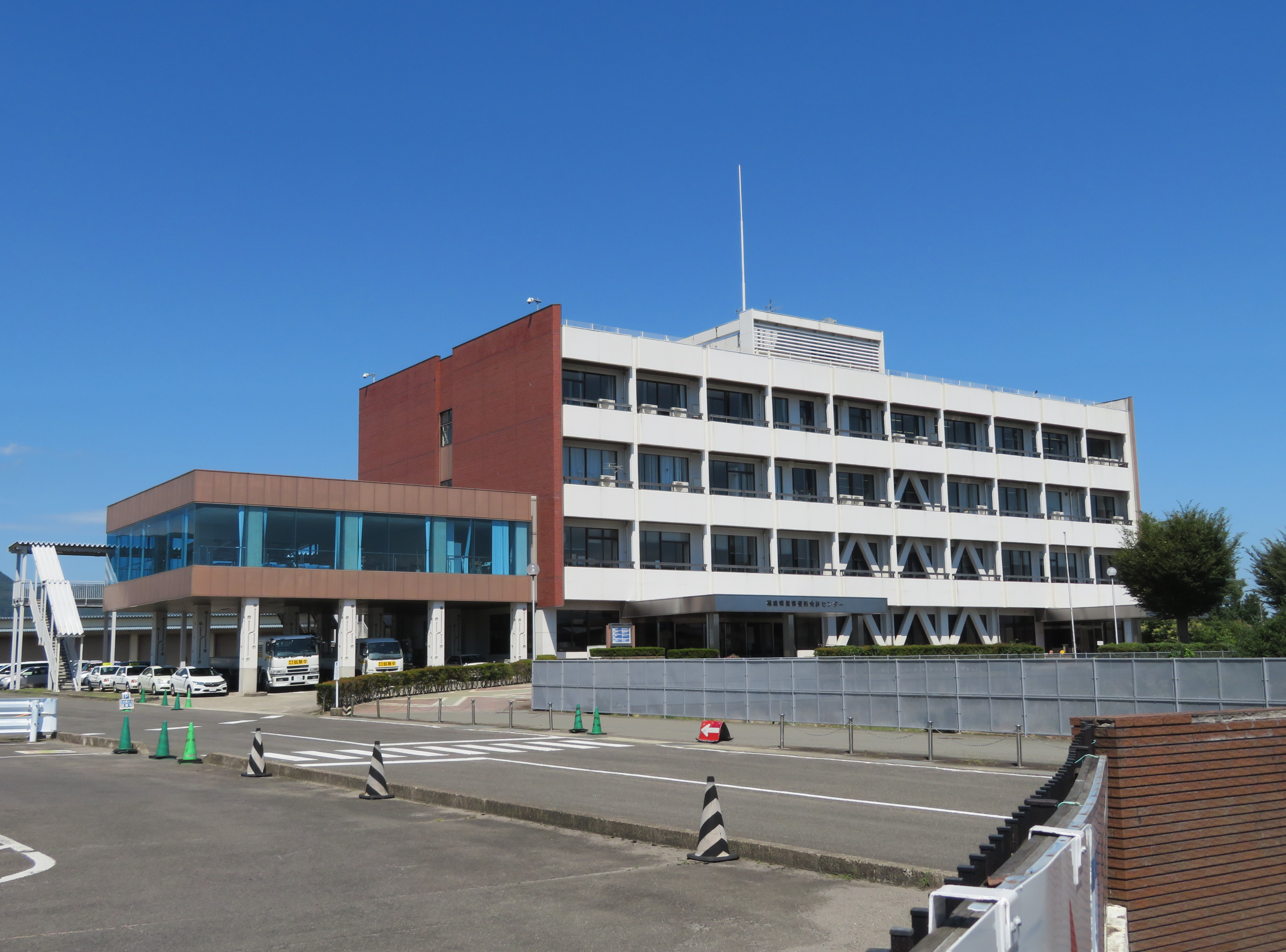
福島運転免許センター

## 概要
- 学科試験
  - 受付日：月～金（祝日・振替休日・年末年始期間(12/29～1/3)を除く）
  - 受付時間：8:30～9:00

- 更新手続
  - 受付日：月～金・日（祝日・振替休日・年末年始期間(12/29～1/3)を除く）
  - 受付時間：8:30～9:30/13:00～14:00

- そのほかの手続
  - 再交付手続き
  - 記載事項変更届け
  - 国外免許手続き
  - 交通反則金納付

## 所在地
- 〒960-2261　福島県福島市町庭坂字大原1-1

## 交通機関
- バス
  - 福島駅前東口から約30分
- 鉄道
  - JR東日本奥羽本線（山形線）・庭坂駅から徒歩10分
- 車、タクシー
  - 福島駅（西口）から15分

## 周辺
- 福島県道5号上名倉飯坂伊達線（フルーツライン）